# Midtstubakken
Midtstubakken – normalna skocznia narciarska w Oslo, w Norwegii. Powstała na miejscu wyburzonej, starej skoczni Midtstubakken z powodu organizowania przez Oslo Mistrzostw Świata w narciarstwie klasycznym.
W kompleksie oprócz Midtstubakken znajdują się też mniejsze skocznie: K60, K40, K20 i K10.

## Dane techniczne obiektu K95
- Punkt konstrukcyjny: 95 m
- Wielkość skoczni (HS): 106 m
- Punkt sędziowski: 106 m
- Długość rozbiegu: 89 m
- Nachylenie progu: 10,5°
- Nachylenie zeskoku: 34,0°
- Trybuna pod skocznią: 10 000 widzów

## Skocznia K85 (przed modernizacją)

### Historia
Skocznia powstała w 1955, gdy Oslo rozpoczęło starania o organizację Mistrzostw Świata w Narciarstwie Klasycznym w 1958 roku. Jednak Norwegia przegrała rywalizację z Lahti (1958) oraz z Zakopanem (1962). Sukces odniesiono dopiero na rok 1966, czyli 11 lat po otwarciu skoczni. Zawody w skokach narciarskich oraz kombinacji norweskiej oprócz skoczni K80 rozegrano również na obiekcie Holmenkollbakken. Skocznia była potem użytkowana głównie w celach okręgowych, takich jak mistrzostwa Norwegii. W 1981 skocznię poddano gruntownej modernizacji, spowodowanej organizowanymi w Oslo w 1982 roku Mistrzostwami Świata w Narciarstwie Klasycznym w 1982 roku. Ponownie zawody rozegrano na obu największych skoczniach w stolicy. Podczas tamtych zawodów fiński skoczek, Jari Puikkonen skoczył na odległość 85,5 metra. Był w czasach ówczesnych fenomenalny wynik, mimo tego rywalizację o złoty krążek przegrał tylko z Arminem Koglerem z Austrii. Skocznia przez wiele lat zniknęła z kalendarza Pucharu Świata. Z powodu zaniedbania straciła homologację FIS-u. Stopniowo obiekt niszczał, a dawna budowa dojazdu skoczni stawała się coraz bardziej niebezpieczna dla otoczenia (drewniany szkielet najazdu ulegał rozsypce).

### Współcześnie
Oslo w 2011 roku po raz kolejny organizowało Mistrzostwa Świata. Z tej okazji zarówno skocznia K85, jak i K115 ostatecznie zostały wyburzone. W ich miejscu stanęły nowoczesne obiekty o punktach K usytuowanych odpowiednio na 120. i 95. metrze. Skocznia Midtstubakken została otwarta we wrześniu 2010.